# Claude Michelet

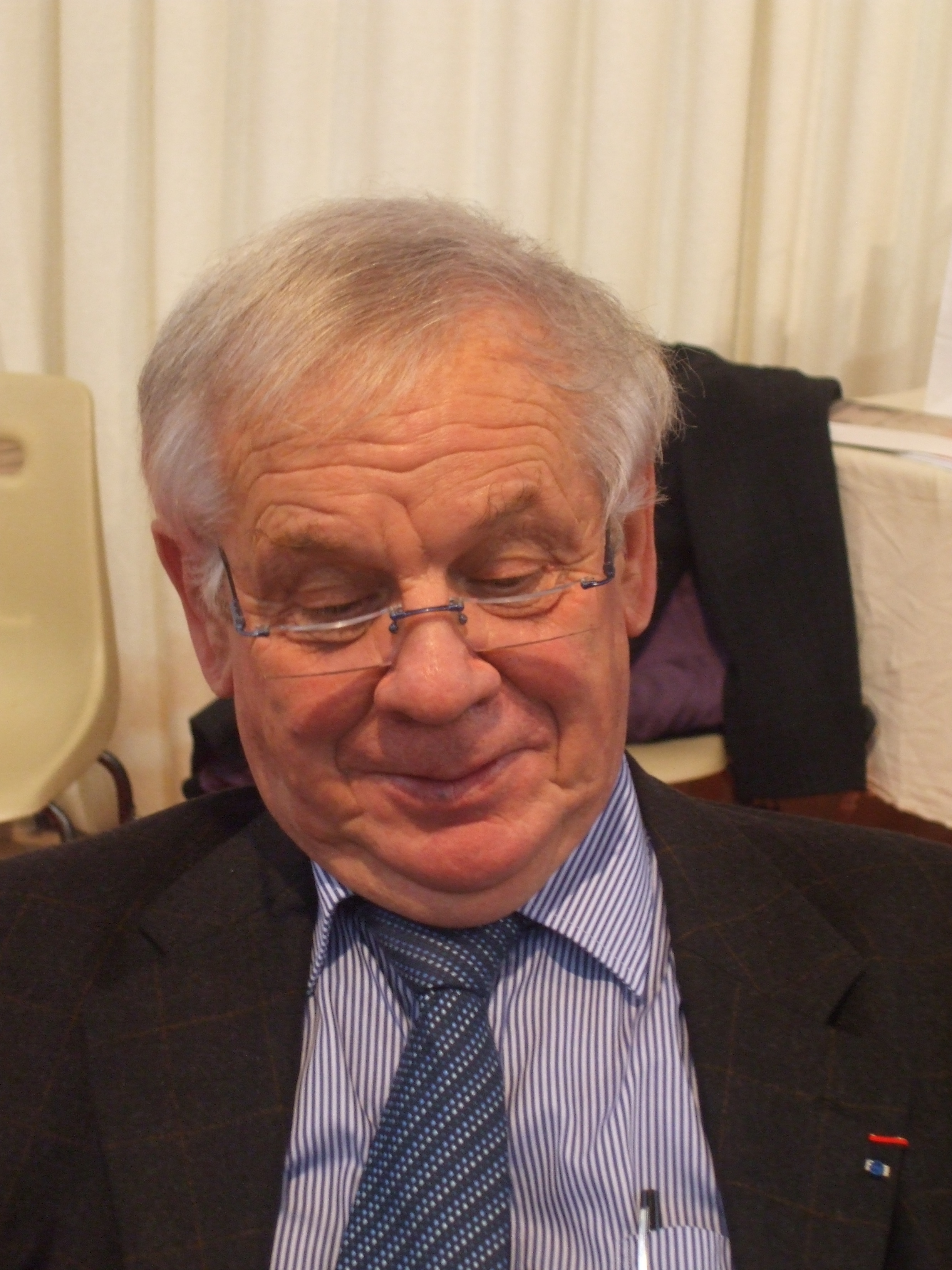
Claude Michelet, 2010

Claude Marie Dominique Antoine Félix Michelet (* 30. Mai 1938 in Brive-la-Gaillarde, Département Corrèze; † 26. Mai 2022 in Marcillac-la-Croze) war ein französischer Schriftsteller.

## Leben
Michelet war der Sohn des Politikers Edmond Michelet (1899–1970) und dessen Ehefrau Marie-Émilienne Vialle (1900–1989).
Michelet heiratete in seiner Heimatstadt Bernadette Delmond und hatte mit ihr zwei Töchter und vier Söhne.
1965 konnte er mit seinem ersten Roman La terre qui demeure erfolgreich als Schriftsteller debütieren.
Als Mitglied der Fondation Veolia Environnement fungierte er zwischen 2005 und 2010 als Präsident der Preis-Jury.
Er starb im Mai 2022 im Alter von 83 Jahren in Marcillac.

## Ehrungen
- 1972 Prix des écrivains combattants für Mon père Edmond Michelet
- 1975 Prix des Volcans für J’ai choisi la terre
- 1979 Prix Eugène Le Roy für Des grives aux loups
- 1984 Prix Paulée de Meursault[3]
- Chevalier der Ehrenlegion
- Kommandeur des Ordre national du Mérite

## Werke (Auswahl)
Autobiografie
- Une fois sept. Une enfance. Laffont, Paris 1983, ISBN 2-221-01124-4.

Erzählungen
- Les copains d’Aristide (= Histoires d’ici d’ailleurs). France Loirsirs, Paris 2004, ISBN 2-7441-7958-2.
- Ils était une fois dans la vallée. Nouvelles. Éditions Retrouvées, Paris 2015, ISBN 978-2-36559-125-6.

Kinder- und Jugendbücher
- Un drôle d’oiseau.
- Vive l’heure d’hiver.

Romane
- La terre qui demeure. Pr. de la Cité, Paris 2018, ISBN 978-2-25815261-8 (EA Paris 1965)
- Des grives aux loups. Laffont, Paris

1. Des grives aux loups. 1979, ISBN 2-221-00345-4.
2. Les palombes. 1980, ISBN 2-221-00539-2.
3. L’appel des engoulevents. 1991, ISBN 2-221-06945-5.
4. La terre des Vialhe. 1998, ISBN 2-221-08819-0.

- Les promesses du ciel et de la terre. Laffont, Paris

1. Les promesses du ciel et de la terre. 2000, ISBN 2-221-09143-4.
2. Pour un argent du terre. 2002, ISBN 2-221-09858-7.
3. Le grand sillon. 1999, ISBN 2-221-04759-1.

- La nuit de Calama. Laffont, Paris 1994, ISBN 2-221-07748-2.
- La grande muraille. Laffont, Paris 1981, ISBN 2-221-00694-1.

Sachbücher
- Cette terre est toujours la votre. Laffont, Paris 1988, ISBN 2-221-05812-7 (früherer Titel Cette terre est la votre)
- zusammen mit Anne-Marie Cocula-Vaillières: Le Perigord noir. Éd. Autrement, Paris 1988, ISBN 2-86260-266-3.
- zusammen mit Bernadette Michelet: Quatre saisons en Limousin. Propos de tables et recettes. Laffont, Paris 1992, ISBN 2-221-07216-2 (illustriert von Yves Michelet).
- Pour le plaisirs. Souvenirs et recettes. Laffont, Paris 2001, ISBN 2-221-09569-3.

## Verfilmung
- Des grives aux loups. 1984 (sechs Teile für Antenne 2)